# Плавання на відкритій воді на Чемпіонаті світу з водних видів спорту 2023
Змагання зі плавання на відкритій воді на Чемпіонаті світу з водних видів спорту 2023 триватимуть з 15 до 20 липня 2023 року.

## Розклад змагань
Загалом відбудуться змагання в п'яти дисциплінах.
Для всіх змагань вказано місцевий час (UTC+9).
| Date          | Time  | Event           |
| ------------- | ----- | --------------- |
| 15 липня 2023 | 08:00 | Жінки, 10 км    |
| 16 липня 2023 | 08:00 | Чоловіки, 10 км |
| 18 липня 2023 | 08:00 | Жінки, 5 км     |
| 18 липня 2023 | 10:00 | Чоловіки, 5 км  |
| 20 липня 2023 | 08:00 | Команда, 6 км   |

## Медальний залік

### Таблиця медалей
*   Країна-господарка (Японія)
| Місце               | Країна              | Золото | Срібло | Бронза | Загалом |
| ------------------- | ------------------- | ------ | ------ | ------ | ------- |
| 1                   | Німеччина           | 4      | 0      | 1      | 5       |
| 2                   | Італія              | 1      | 1      | 1      | 3       |
| 3                   | Угорщина            | 0      | 2      | 0      | 2       |
| 4                   | Австралія           | 0      | 1      | 1      | 2       |
| 5                   | Нідерланди          | 0      | 1      | 0      | 1       |
| 6                   | Бразилія            | 0      | 0      | 1      | 1       |
| 6                   | США                 | 0      | 0      | 1      | 1       |
| Загалом (7 збірних) | Загалом (7 збірних) | 5      | 5      | 5      | 15      |

### Чоловіки
| Дисципліна | Золото                       | Золото    | Срібло                         | Срібло    | Бронза                     | Бронза    |
| ---------- | ---------------------------- | --------- | ------------------------------ | --------- | -------------------------- | --------- |
| 5 км       | Флоріан Веллброк · Німеччина | 53:58.0   | Грегоріо Пальтріньєрі · Італія | 54:02.5   | Доменіко Ачеренца · Італія | 54:04.2   |
| 10 км      | Флоріан Веллброк · Німеччина | 1:50:40.3 | Кріштоф Рашовскі · Угорщина    | 1:50:59.0 | Олівер Клемент · Німеччина | 1:51:00.8 |

### Жінки
| Дисципліна | Золото                | Золото    | Срібло                           | Срібло    | Бронза                      | Бронза    |
| ---------- | --------------------- | --------- | -------------------------------- | --------- | --------------------------- | --------- |
| 5 км       | Леоні Бек · Німеччина | 59:31.7   | Шарон ван Раувендал · Нідерланди | 59:32.7   | Ана Марсела Куня · Бразилія | 59:33.9   |
| 10 км      | Леоні Бек · Німеччина | 2:02:34.0 | Челсі Ґубека · Австралія         | 2:02:38.1 | Кейті Ґраймс · США          | 2:02:42.3 |

### Команда
| Дисципліна | Золото                                                                                     | Золото    | Срібло                                                                    | Срібло    | Бронза                                                              | Бронза    |
| ---------- | ------------------------------------------------------------------------------------------ | --------- | ------------------------------------------------------------------------- | --------- | ------------------------------------------------------------------- | --------- |
| Команда    | Італія · Барбара Поццобон · Джиневра Таддеуччі · Доменіко Ачеренца · Грегоріо Пальтріньєрі | 1:10:31.2 | Угорщина · Беттіна Фабіан · Анна Олас · Кріштоф Рашовскі · Давід Бетлегем | 1:10:35.3 | Австралія · Челсі Ґубека · Моеша Джонсон · Ніколас Сломан · Кайл Лі | 1:11:26.7 |